# Vinzenz Mark
Vinzenz Mark (16. března 1871 Cheb – 25. září 1945 Cheb), byl československý politik německé národnosti a meziválečný poslanec Národního shromáždění.

## Biografie
Profesí byl vyšším finančním úředníkem. Po první světové válce na počátku 20. let byl náměstkem starosty Chebu. 8. srpna 1919 se účastnil v delegaci města Cheb k prezidentovi T. G. Masarykovi. Požadovali, aby kvůli historicky svébytnému postavení Chebska nebylo na Cheb automaticky pohlíženo jako na československé území, ale věc ponechána dalšímu vývoji.
V parlamentních volbách v roce 1920 získal mandát v Národním shromáždění za Německou křesťansko sociální stranou lidovou (DCV). Na mandát rezignoval v roce 1925. Místo něj nastoupil Michael Rustler.
Podle údajů k roku 1920 byl profesí vrchním berním správcem v Chebu.
Zemřel v roce 1945 na následky komplikací po otravě krve.